# Sam Coppola
Sam Coppola (Jersey City, 31 luglio 1932 – Leonia, 5 febbraio 2012) è stato un attore statunitense.

## Biografia
Si sposò con Helen Shinnick, con cui rimase fino alla morte di lei. Hanno avuto due figli, Samantha e Jason.
È morto nel 2012, a 79 anni, per complicazione di un aneurisma.

## Filmografia parziale

### Cinema
- Rapina record a New York (The Anderson Tapes), regia di Sidney Lumet (1971)
- La gang che non sapeva sparare (The Gang That Couldn't Shoot Straight), regia di James Goldstone (1971)
- Crazy Joe, regia di Carlo Lizzani (1974)
- La febbre del sabato sera (Saturday Night Fever), regia di John Badham (1977)
- Rapsodia per un killer (Fingers), regia di James Toback (1978)
- Attrazione fatale (Fatal Attraction), regia di Adrian Lyne (1987)
- Blue Steel - Bersaglio mortale (Blue Steel), regia di Kathryn Bigelow (1988)
- Allucinazione perversa (Jacob's Ladder), regia di Adrian Lyne (1990)
- Un bacio prima di morire (A Kiss Before Dying), regia di James Dearden (1991)
- Milionario per caso (Money for Nothing), regia di Ramón Menéndez (1993)
- Palookaville, regia di Alan Taylor (1995)
- Sparami stupido! (Friends & Family), regia di Kristen Coury (2001)
- Empire - Due mondi a confronto (Empire), regia di Franc. Reyes (2002)
- Nola, regia di Alan Hruska (2003)

### Televisione
- I Soprano (The Sopranos) – serie TV, un episodio (1999)
- Law & Order: Criminal Intent – serie TV, un episodio (2002)
- The Good Wife – serie TV, un episodio (2011)

## Doppiatori italiani
Nelle versioni in italiano delle opere in cui ha recitato, Sam Coppola è stato doppiato da:
- Gianni Musy ne I Soprano
- Franco Vaccaro in Law & Order: Criminal Intent
- Dante Biagioni in The Good Wife
- Vittorio Amandola in La febbre del sabato sera (ridoppiaggio)